# Xestia plebeia
Xestia plebeia là một loài bướm đêm trong họ Noctuidae.